# Leo Waibel
Leo Heinrich Waibel (* 22. Februar 1888 in Kützbrunn; † 4. September 1951 in Heidelberg) war ein deutscher Geograph.

## Leben
Nach seinem Schulabschluss 1907 fing Leo Waibel an, Zoologie, Botanik und Geographie an der Universität Heidelberg zu studieren, wo er ein Schüler Alfred Hettners war. Ab 1909 studierte er auch an der Universität Berlin. Im Jahr 1911 brach er als Assistent von Franz Thorbecke nach Kamerun auf, wo sie an einer Expedition der Deutschen Kolonialgesellschaft teilnahmen. Aufgrund einer Erkrankung kehrte Waibel 1912 nach Deutschland zurück, wo er im Jahr 1913 promovierte. Anfang 1914 brach er mit Fritz Jaeger nach Deutsch-Südwestafrika zu Feldforschungen auf. Der Ausbruch des Ersten Weltkrieges überraschte die Reisenden. Nach kurzem Dienst auf der Heliographenstation „Langer Heinrich“ der Schutztruppe auf einem 1070 m hohen Inselberg am Binnenrand der Namib gerieten sie in Südafrikanische Kriegsgefangenschaft und waren so gezwungen, ihren Aufenthalt bis 1919 auszudehnen. Nach seiner Rückkehr ging er nach Köln, wo er im Jahr 1920 habilitierte. Es folgten verschiedene Stellen an den Universitäten von Köln, Berlin und Kiel. 1926 wurde er auf einen Lehrstuhl für Geographie an die Universität Kiel berufen. 1929 bis 1937 war er Ordinarius für Geographie an der Universität Bonn. In diesen Jahren führte Waibel verschiedene Forschungsreisen in die Tropen Mittelamerikas durch. 
1937 wurde Waibel von den Nationalsozialisten wegen seiner "nichtarischen" Ehefrau entlassen. Daraufhin emigrierte er 1939 in die USA, wo er von 1941 bis 1946 als Professor an der University of Wisconsin–Madison, tätig war. Nach Gründung der Bundesrepublik Deutschland kehrte er 1951 nach Heidelberg zurück, wo er am 4. September des Jahres verstarb.
Waibels Forschung konzentrierte sich vor allem auf den Bereich der Agrargeographie, insbesondere auf die Agrarkolonisation und Pioniersiedlungen in Lateinamerika. Er prägte den Begriff der Wirtschaftsformation. Waibels Schüler waren unter anderem Josef Schmithüsen und Gottfried Pfeifer. Ein umfangreicher, wissenschaftlicher Nachlass Waibels befindet sich im Archiv für Geographie des Leibniz-Instituts für Länderkunde in Leipzig.

## Schriften (Auswahl)
- Winterregen in Deutsch-Südwest-Afrika. Hamburg: Friederichsen, 1922.
- Vom Urwald zur Wüste : Natur- und Lebensbilder aus Westafrika. Breslau: Ferdinand Hirt, 1928. (2. Aufl.)
- Probleme der Landwirtschaftsgeographie. Breslau: Hirt, 1933.
- Die Rohstoffgebiete des tropischen Afrika. Leipzig: Bibliographisches Institut, 1937.
- Die europäische Kolonisation Südbrasiliens. Bonn: Dümmler, 1955.